# Ариушд (Ковасна)
Ариушд (рум. Ariușd) насеље је у Румунији у округу Ковасна у општини Валчеле. Oпштина се налази на надморској висини од 507 m.

## Становништво
Према подацима из 2002. године у насељу је живело 514 становника.

### Попис2002.
| Расподела становништва по националности 2002.‍ | Расподела становништва по националности 2002.‍ | Расподела становништва по националности 2002.‍ | Расподела становништва по националности 2002.‍ | Расподела становништва по националности 2002.‍ |
| --------------------------------------------- | --------------------------------------------- | --------------------------------------------- | --------------------------------------------- | --------------------------------------------- |
|                                               |                                               |                                               |                                               |                                               |
| Румуни                                        | Румуни                                        |                                               | 216                                           | 42,1%                                         |
| Мађари                                        | Мађари                                        |                                               | 152                                           | 29,6%                                         |
| Роми                                          | Роми                                          |                                               | 145                                           | 28,3%                                         |